# Louise Marie Madeleine Fontaine

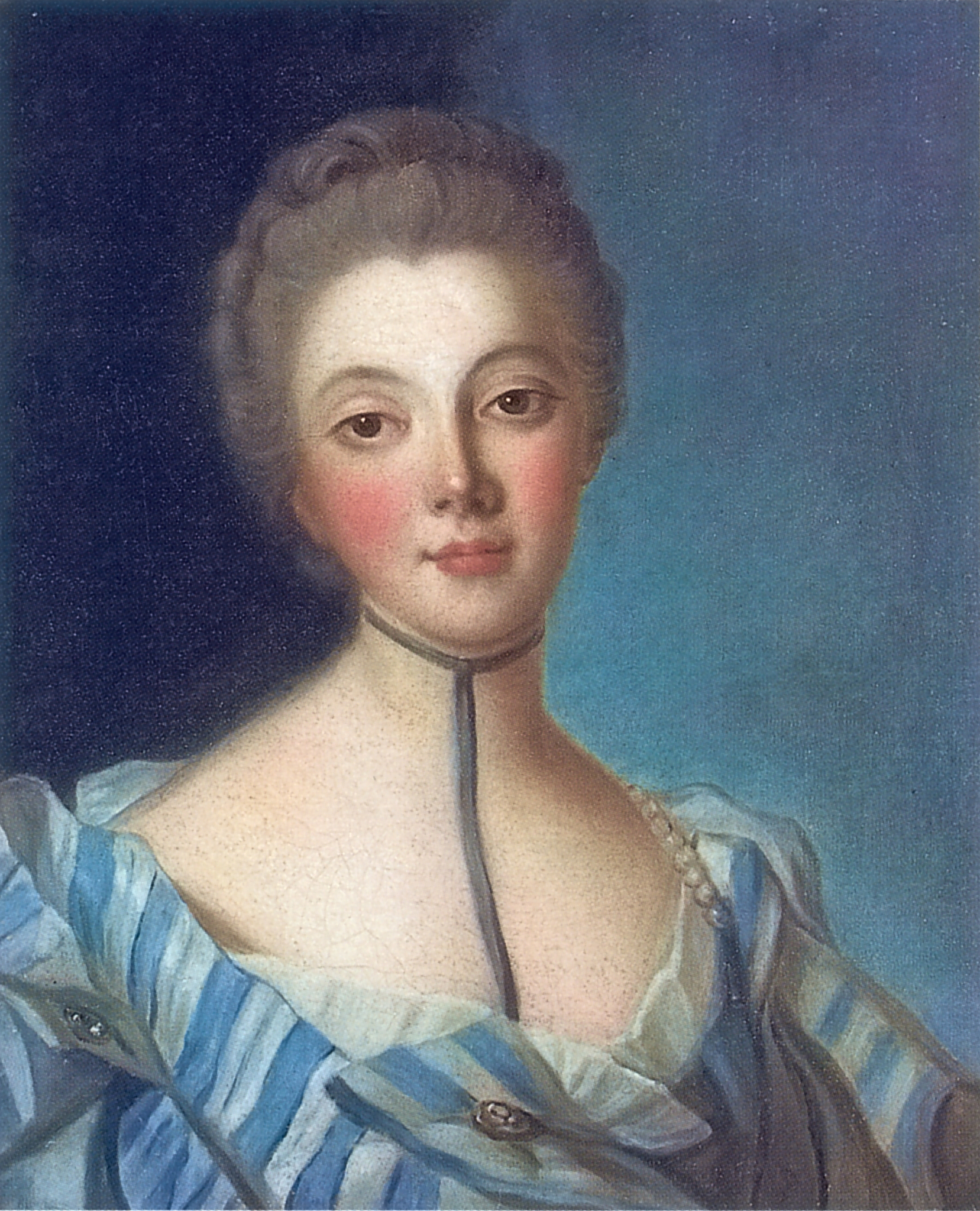
Louise Marie Madeleine Fontaine av Jean-Marc Nattier (1733).

Louise Marie Madeline Fontaine, född 28 oktober 1706 i Paris, död 20 november 1799 i Chenonceau slott, känd under namnet Dupin, var en fransk salongsvärd. Hon höll 1733–1782 en berömd salong i Paris och Château de Chenonceau som var känd som en samlingspunkt för Frankrikes mest berömda upplysningsfilosofer. 
Louise var en av tre utomäktenskapliga döttrar till bankiren Samuel Bernard och Anne-Marie Armande Carton (1684–1740), som var dotter till skådespelaren Florent Carton Dancourt. Hennes styvfar, Jean-Louis-Guillaume Fontaine (1666–1714), erkände henne dock som sin. Hon gifte sig 1 december 1722 med Claude Dupin, senare chef för den kungliga kronan, med vilken hon 1727 fick sonen Armand Jacques Dupin de Chenonceaux. 
År 1732 förvärvade Dupin slottet Hôtel Lambert i Paris, och 1733 slottet Chenonceau på landet. Med hjälp av makens och sina egna sociala talanger lyckades Louise Dupin grunda en inflytelserik och respekterad litterär salong i vilken de ledande i upplysningstidens Frankrike, inklusive Voltaire, Montesquieu och Buffon samlades. Hon engagerade i början av 1740-talet Jean-Jacques Rousseau som privatlärare åt sin son; han blev senare även tidvis hennes sekreterare. Hennes son, som 1765 blev deporterad till Réunion för sina skulder, avled där i gula febern 1767, och hennes man avled 1769. 
Hon drog sig 1782 tillbaka till Chenonceau. På grund av sin goda relation till lokalbefolkningen undgick hon plundring under franska revolutionen.